# Persona (piosenka)
Persona – piosenka południowokoreańskiego zespołu BTS, wykonana jako solówka przez RM-a. Została wydana cyfrowo 12 kwietnia 2019 roku na płycie Map of the Soul: Persona.

## Wydanie i promocja
Teledysk do piosenki „Persona” został wydany jako zwiastun comebacku, zapowiadający płytę Map of the Soul: Persona.
Piosenka była promowana na 2019 Melon Music Awards, 30 listopada 2019 roku.

## Teledysk
Teledysk został wyreżyserowany przez Choi Yong-seoka i Guzza (Lumpens), a asystentem reżysera byli: Yoon Ji-hye i Park Hye-jeong (także z Lumpens). Innym kluczowym personelem był reżyser obrazu Nam Hyun-woo z GDW, oświetleniowiec Song Hyun-suk oraz dyrektorzy artystyczni Park Jin-sil i Kim Bon-a z MU:E. Dodatkowo w powstaniu teledysku uczestniczyli: Kim Shin-gyu, Kim Se-in, Kim Dae-young, Kim Su-bin, Bang Min-wook, Lee Jung-min, An Da-sol, Park Jun-tae (Artist Management), Kim Sung Hyun, Lee Sun-kyoung, Kim Ga-eun, Lee Hye-ri (Visual Creative).
Teledysk nawiązuje do różnych wizualizacji i dźwięków z ich zwiastuna do Skool Luv Affair, który ukazał się w 2014 roku.

## Lista utworów
| Utwór | Utwór            | Utwór                 | Utwór      | Utwór   |
| Nr    | Tytuł utworu     | Słowa i muzyka        | Produkcja  | Długość |
| ----- | ---------------- | --------------------- | ---------- | ------- |
| 1.    | „Intro: Persona” | Hiss Noise, RM, Pdogg | Hiss Noise | 2:54    |

## Notowania
| Lista                                 | Najwyższa pozycja |
| ------------------------------------- | ----------------- |
| Węgry (Single (track) Top 40 lista)   | 22                |
| Litwa (AGATA)                         | 39                |
| Korea Południowa (Gaon Digital Chart) | 34                |
| UK Indie (Official Charts Company)    | 17                |